# Borgo Pio
Borgo Pio est une rue de Rome, située dans le rione Borgo.

## Histoire
La Borgo Pio a été instituée par la bulle Erectionis civitatis Piae ina arcem Sancti Angeli du pape Pie IV, en date du 5 décembre 1565. Sa construction débuté au cours du pontificat de Pie IV et se poursuit sous Grégoire XIII, comme en témoigne une inscription située près de l'Église Sant'Anna dei Palafrenieri:
GREGORIUS XIII PONT. MAX

CIVITATEM PIAM À PIE IV

COEPTAM SALUBRITATI

CIVIUM CONSULENTES

AEDIFICIS ORNAVIT

ET VIAS SILICE STRAVIT

AN VIII MDLXXX

CURABANT

PAULUS BUBALUS

ET SEBASTIANUS, VARUS

ÉDILES.
En raison de la proximité de l'église de Sant'Anna, elle a également été appelée borgo Sant'anna.

## Quelques vues

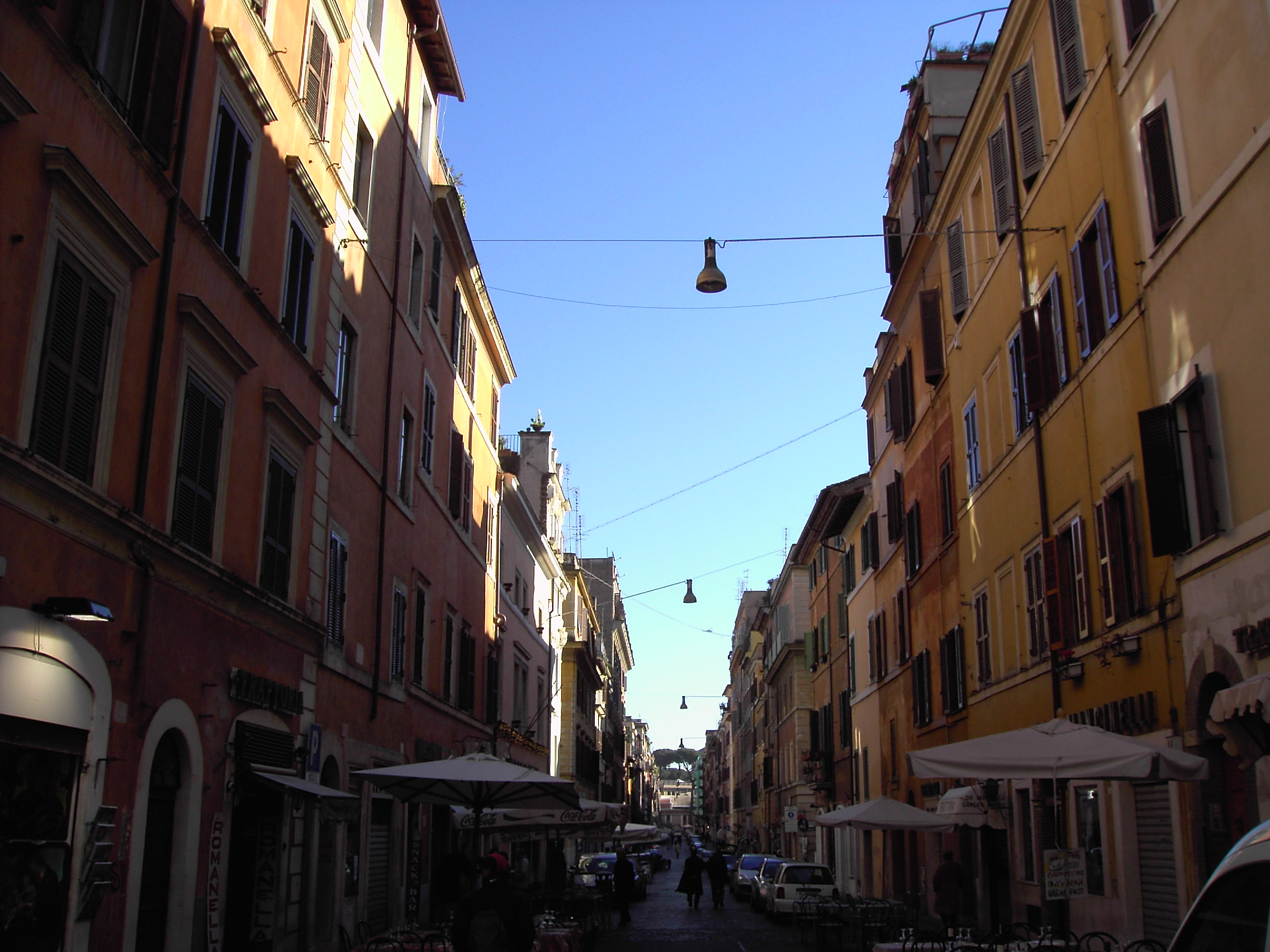
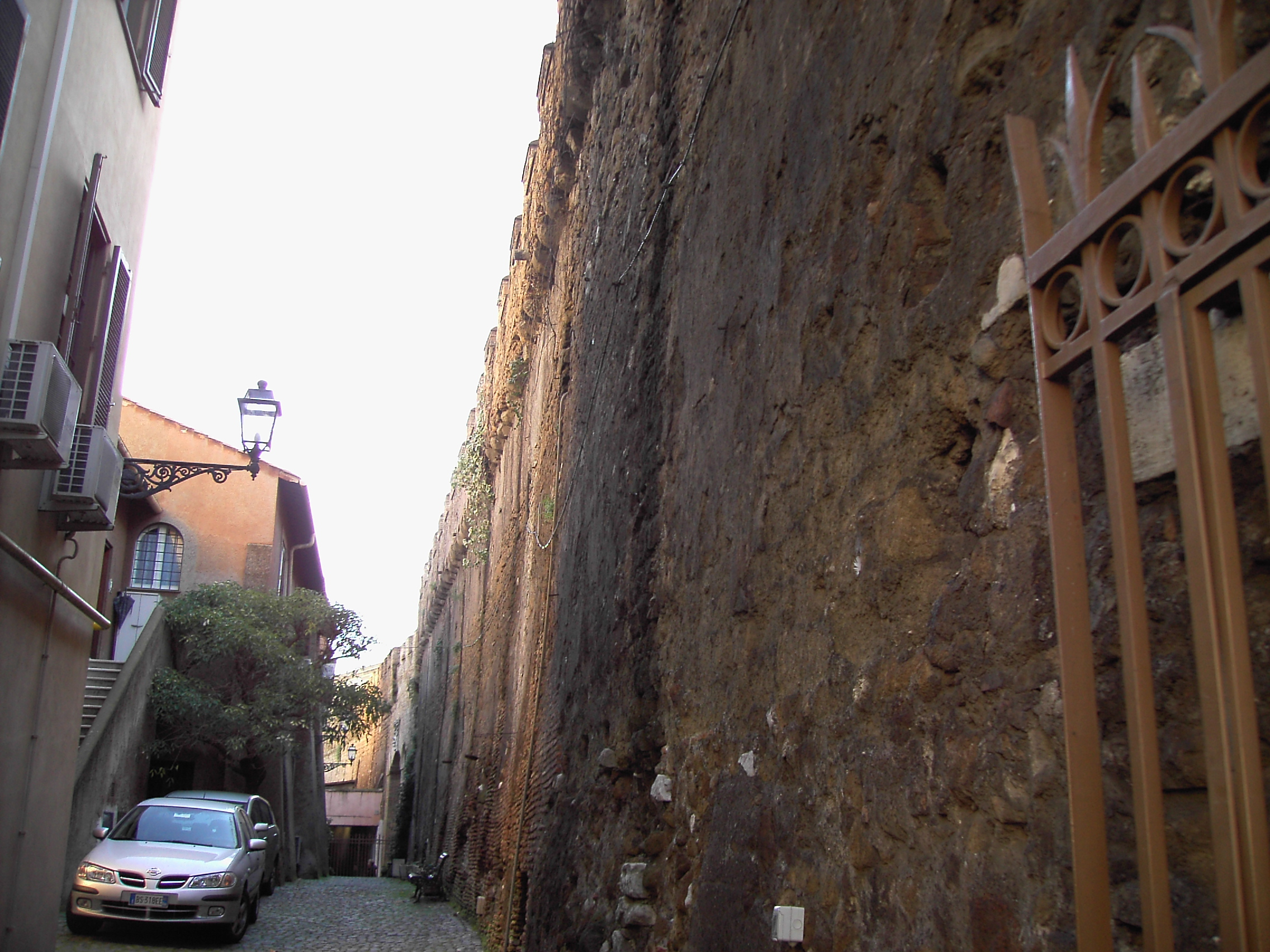
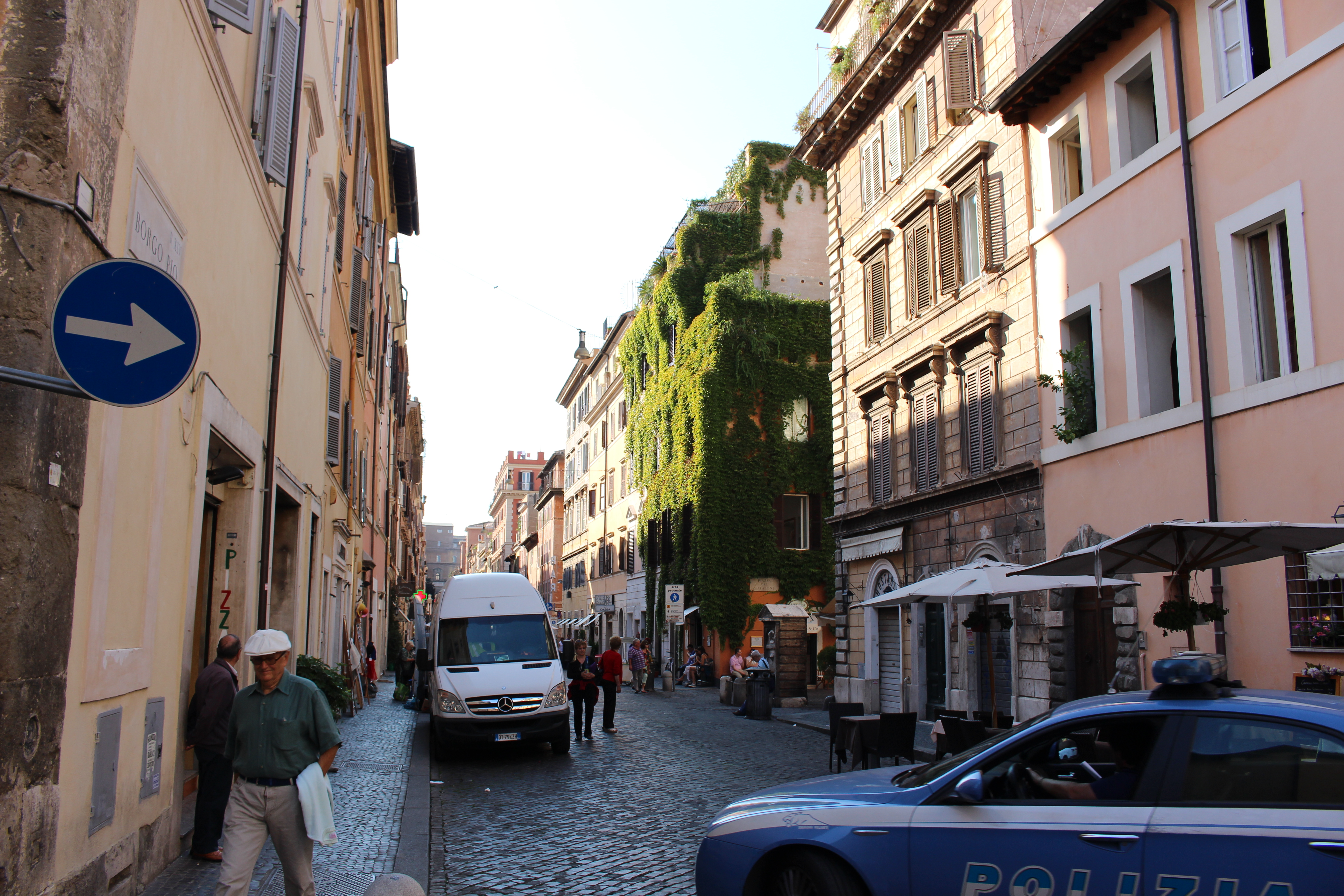